# Mezőfele
Mezőfele (románul Câmpenița) falu Romániában Maros megyében.

## Fekvése
A falu a Szabadi-patak felső folyása mentén, Marosvásárhelytől 14 km-re északra, Mezőcsávástól 3 km-re északnyugatra települt. Legmagasabb pontja a Szőlőhegy, amely 538 méter magas.[forrás?]

## Nevének eredete
Nevét onnan kapta, hogy a Ménessel közös egyházközségnek csak a felét képezte. Más vélemenyek szerint mint egészen tiszta székely falu, melynek lakói a régi kiváltságos időkben mind armalisták voltak, fele (tejfele) volt a Maros inneni falvaknak. Az az elképzelés is ismert, hogy Ménesen volt a grófi ménes, és ennek a felét áthozták ide, ahol a lovak őrzői megalapították a falut.[forrás?]

## Története
Első említései birtokviszonyok és peres ügyek kapcsán maradtak fenn. Székely faluként közigazgatási és katonai szempontból egyaránt Marosszékhez tartozott. A székely katonai összeírásokban többször szerepelt az ott lakó hadköteles székelyek neveivel.
1349 A Dictionar istoric al localitatilor din Transilvania című műben 1349-es dátummal szerepel egy, Wass ALbert családjánal levéltárában fennmaradt iratban: „Pro Nicolo filio Pauli hospite de Fele contra Andreám de Zakul”
1351 Fyle néven emlittik Documenta Romaniae Historica C.X.33
1496   Szekely Okleveltar I Szabo Károly, IV kötet, 284 oldal Gyulakutai Miklósnak résybirtoka volt Felében.
1505 Fele néven előfordul egy dokumentumban.( Székely Oklevéltar 1219-1776 közzétette Barabás Samu)
Határában őskori leleteket találtak. Régi templomát 1655-ben meg kellett újítani, mivel összedőléssel fenyegetett. 1910-ben 661 lakosából 652 magyar és 9 román volt. A trianoni békeszerződésig Maros-Torda vármegye Marosi felső járásához tartozott. 1992-ben 820 lakosából 812 magyar és 8 román volt.

## Népessége
Lakosságszáma a 2011 –es nepszámlálás szerint 849, ebből magyar 768, román 74. Vallási felekezet szempontjából a 2002-es népszámlálás szerint 501 református, 246 adventista, 19 katolikus, 9 ortodox és 6 egyéb felekezetű személy él a faluban.

## Látnivalók
Mai református temploma 1822-ben épült kőből. Fa haranglába 1820-ból való. A falu lakói híres ácsok, építőmesterek voltak.

## Híres emberek
- Itt van eltemetve Nagy Ödön (1914–1995) református lelkész, néprajzkutató a régi temető déli végében.